# تشن جيايو
تشن جيايو هو لاعب كرة قدم صيني في مركز الدفاع، ولد في 14 يوليو 1993 في لشبونة في البرتغال. لعب مع C.D. Cova da Piedade ‏.